# Tisbury (Massachusetts)
Tisbury è un comune degli Stati Uniti d'America facente parte della contea di Dukes nello stato del Massachusetts.
Il comune è situato sull'isola di Martha's Vineyard.